# Övre Abborrtjärnen, Värmland
Övre Abborrtjärnen är en sjö i Årjängs kommun i Värmland och ingår i Göta älvs huvudavrinningsområde.